# Cándida García Santos
Cándida García Santos (Íscar, Valladolid; 29 de marzo de 1935) es una viajera española conocida como "la abuelita mochilera". Lleva más de 16 años recorriendo el mundo en solitario y más de 67 países visitados.

## Biografía
También conocida como Kandy García Santos, con veinte años se trasladó a Guipúzcoa junto a sus padres, donde regentó un camping en Oiartzun. Fue uno de los primeros que se abrieron en España, era la década de los 50 y no había más de diez. Allí tuvo la primera oportunidad para viajar al extranjero, por su cercanía con la frontera de Francia, y descubrir diferencias culturales significativas respecto a la situación que en ese momento se vivía en España. Las historias de los viajeros que se alojaban en el camping "le abrieron los ojos y las alas", llegó a decir.
Años después se mudó con su marido y su hijo a Carchuna (Motril, Granada), donde ejerció como abogada experta en Derecho penal y civil, durante más de veinte años, después de licenciarse en tan solo dos años y medio. Una vez jubilada decidió cumplir su sueño de comenzar a viajar y dar la vuelta al mundo.
Desde su primer viaje comenzó a recopilar apuntes, con la intención de regalárselos a su nieta a modo de pensamientos y recomendaciones de los sitios por los que pasaba. Finalmente, acabó plasmándolos en un libro titulado 'Abuelita mochilera: vuelta al mundo en solitario' (Aldevara, 2009), con el que obtuvo un gran éxito por su énfasis en la vitalidad y el envejecimiento activo.

## Viajes
Su primera vuelta al mundo comenzó en Argentina, concretamente en Buenos Aires, continuando por América Central, Estados Unidos, Nueva Zelanda, Australia, Hong Kong, Vietnam, Camboya, Tailandia, Nepal e India. Este primer viaje duró ocho meses, en los que tuvo la oportunidad de vivir en la casa de la Madre Teresa de Calcuta o convivir con los mapuches.
Ha visitado varias veces países como Perú, India o Tailandia y prefiere pasar allí largas temporadas, alquilando apartamentos y haciendo vida cotidiana. Ella misma se define como "mileurista" y, cuando consigue ahorrar de su jubilación, vuelve a viajar, normalmente a países asiáticos o sudamericanos, donde puede amortizar mejor el dinero. Afirma que dos países a los que siempre volvería son India y Australia. Tuvo una mala experiencia en Hong Kong, donde casi la meten en la cárcel, y no ha visitado la África profunda.
Apasionada de moverse sola, en sus viajes se maneja en dos idiomas: inglés y español. Tal y como afirma ella, "antes era turista, ahora soy viajera". No le interesa viajar con prisas, prefiere detenerse a observar, conocer a las gentes autóctonas, aprovechar el tiempo de manera pausada, ese tiempo que puede disfrutar como jubilada, tras una vida entera trabajando.

## Publicaciones
- Kandy García Santos. Abuelita mochilera: vuelta al mundo en solitario. Editorial Aldevara, Madrid, 2009.